# ولیکا جسنیکا
ولیکا جسنیکا (به لاتین: Velika Jasenica) یک زیستگاه انسانی در بوسنی و هرزگوین است که در Bosanska Krupa واقع شده‌است.